# 邓姓
邓姓为中文姓氏之一，在《百家姓》排第180位，中国大陆第28大姓（2020年数据），主要分佈於四川、貴州、湖南、湖北、河南、河北、廣府、港澳及海外地區等地。在台灣鄧姓排第54位，主要分佈於台灣北部。源于古代鄧國（今河南省邓州市）。原為曼姓，為商朝武丁所封。春秋時代鄧國為楚國所滅之後，其国后人以国名为姓。郡望为南阳（今邓州，古代曾为南阳郡）。此姓氏在越南亦有分佈，約佔當地人口2.1%。

## 在台分布
在台灣，鄧姓主要來自於廣東、福建。主要於清朝中期以後遷台，其中客家人居多，閩南人其次。另有一部份為1949年以後隨國府遷台的中國各省鄧姓人士（如鄧麗君等）。台灣戰後初期，亦有少量原住民改為鄧姓者。
開基
- 台北（今新北市／桃園市）鄧姓，客家人，十六世遷台開基祖鄧彥拔於1770年(清乾隆三十五年)自廣東省嘉應州鎮平縣（今廣東省梅州市蕉嶺縣）攜三子鄧純先、鄧統先、鄧縉先舉家渡海遷台，於淡水登陸，初於海山堡彭福莊（今新北市樹林區）開墾，後來子孫繁衍以及躲避閩粵械鬥，遷至桃園平鎮、中壢、龍潭、楊梅，以及新竹關西、芎林、屏東麟洛等地，至今已傳至十一代，二百四十餘年，且遍佈全台各地。遷台祖雲閣塔鄧氏宗祠位於桃園市平鎮區山仔頂，台北鄧姓為台灣鄧姓人數較多較著名的一支，台北鄧姓為主幹而組成的桃園縣鄧姓宗親會亦為台灣鄧姓最活躍的宗親會之一。在台灣鄧姓人士也以桃園市平鎮區為分佈密度最高者。此外，在新北市、台北市、桃園市及台灣北部眷村等地亦有許多1949年隨國民政府遷台之大陸各省鄧姓人士。
  - 台北桃園鄧姓廣東鎮平鄧彥拔派下昭穆：先觀鳳盛 賢仁敦福 永遠維新 宏昌富裕 德智全揚
- 雲林鄧姓，開基祖鄧愨睦（1687年~1762年）自廣東渡海遷台，曾住雲林斗六，後遷居嘉義梅山，後定居嘉義石桌。
- 嘉義鄧姓，開基祖鄧薪自福建漳州渡海遷台，定居於嘉義新港中洋子。

## 大马分布
在马来西亚的邓姓后人。（TONG YEW）客家人，于1923年在大马雪兰莪州得子邓平（TONG PING）。邓平与其妻LAW MOI MOI于1950世纪共结连理并育有5子女家中排行依序长子邓德、邓安、邓运财、长女邓玉莲、小女儿邓玉珍（已移籍为新加坡籍），尔后定居于森美兰州首府芙蓉县。自2020年后开始寻找TONG YEW后人。

## 延伸阅读
[在维基数据编辑]